# Bahnstrecke Libochovice–Vraňany
| |                      |                                                      |                                                      |
| Kursbuchstrecke (SŽ): | 095                  |                                                      |                                                      |
| Streckenlänge: | 37,458 km            |                                                      |                                                      |
| Spurweite: | 1435 mm (Normalspur) |                                                      |                                                      |
| Streckengeschwindigkeit: | 50 km/h              |                                                      |                                                      |
| |                      |                                                      |                                                      |
| \| \| \| von Louny (vorm. LB Laun–Libochowitz) \| \| \| \| 0,000 \| Libochovice \| 165 m \| \| \| \| nach Lovosice (vorm. StEG) \| \| \| \| 2,710 \| Žabovřesky nad Ohří \| 170 m \| \| \| 4,878 \| Břežany nad Ohří \| 160 m \| \| \| \| Ohře \| \| \| \| 6,551 \| Budyně nad Ohří \| 160 m \| \| \| 8,320 \| Vrbka \| 175 m \| \| \| 9,668 \| Martiněves u Libochovic \| 190 m \| \| \| 12,348 \| Mšené Lázně \| 220 m \| \| \| 15,412 \| Charvatce \| 265 m \| \| \| 20,320 \| Bříza obec (bis 2016 Račiněves) \| 230 m \| \| \| \| von Zlonice (vorm. LB Raudnitz–Hospozín) \| \| \| \| 22,155 \| Straškov \| 220 m \| \| \| 23,368 \| odb. Straškov St.1 \| odb. Straškov St.1 \| \| \| \| nach Roudnice nad Labem (vorm. LB Raudnitz–Hospozín) \| \| \| \| \| Dálnice 8 \| \| \| \| 24,637 \| Mnetěš früher Netěš \| 215 m \| \| \| 27,969 \| Ctiněves \| 235 m \| \| \| 29,90 \| Kostomlaty pod Řípem \| 235 m \| \| \| 33,863 \| Horní Beřkovice \| 210 m \| \| \| \| von Děčín (vorm. StEG) \| \| \| \| 37,458 \| Vraňany früher Jenšovice \| 175 m \| \| \| \| nach Praha Masarykovo n. (vorm. StEG) \| \| \| \| \| \| \| \| Quellen: [1] \| \| \| \| |                      |                                                      |                                                      |
| Strecke |                      | von Louny (vorm. LB Laun–Libochowitz)                | von Louny (vorm. LB Laun–Libochowitz)                |
| Bahnhof | 0,000                | Libochovice                                          | 165 m                                                |
| Abzweig geradeaus und nach links |                      | nach Lovosice (vorm. StEG)                           | nach Lovosice (vorm. StEG)                           |
| Haltepunkt / Haltestelle | 2,710                | Žabovřesky nad Ohří                                  | 170 m                                                |
| Haltepunkt / Haltestelle | 4,878                | Břežany nad Ohří                                     | 160 m                                                |
| Brücke über Wasserlauf |                      | Ohře                                                 | Ohře                                                 |
| Bahnhof | 6,551                | Budyně nad Ohří                                      | 160 m                                                |
| Haltepunkt / Haltestelle | 8,320                | Vrbka                                                | 175 m                                                |
| Haltepunkt / Haltestelle | 9,668                | Martiněves u Libochovic                              | 190 m                                                |
| Bahnhof | 12,348               | Mšené Lázně                                          | 220 m                                                |
| Haltepunkt / Haltestelle | 15,412               | Charvatce                                            | 265 m                                                |
| Haltepunkt / Haltestelle | 20,320               | Bříza obec (bis 2016 Račiněves)                      | 230 m                                                |
| Abzweig geradeaus und von rechts |                      | von Zlonice (vorm. LB Raudnitz–Hospozín)             | von Zlonice (vorm. LB Raudnitz–Hospozín)             |
| Bahnhof | 22,155               | Straškov                                             | 220 m                                                |
| Blockstelle | 23,368               | odb. Straškov St.1                                   | odb. Straškov St.1                                   |
| Abzweig geradeaus und nach links |                      | nach Roudnice nad Labem (vorm. LB Raudnitz–Hospozín) | nach Roudnice nad Labem (vorm. LB Raudnitz–Hospozín) |
| Strecke mit Straßenbrücke |                      | Dálnice 8                                            | Dálnice 8                                            |
| Haltepunkt / Haltestelle | 24,637               | Mnetěš früher Netěš                                  | 215 m                                                |
| Haltepunkt / Haltestelle | 27,969               | Ctiněves                                             | 235 m                                                |
| Haltepunkt / Haltestelle | 29,90                | Kostomlaty pod Řípem                                 | 235 m                                                |
| Haltepunkt / Haltestelle | 33,863               | Horní Beřkovice                                      | 210 m                                                |
| Abzweig geradeaus und von links |                      | von Děčín (vorm. StEG)                               | von Děčín (vorm. StEG)                               |
| Bahnhof | 37,458               | Vraňany früher Jenšovice                             | 175 m                                                |
| Strecke |                      | nach Praha Masarykovo n. (vorm. StEG)                | nach Praha Masarykovo n. (vorm. StEG)                |
| |                      |                                                      |                                                      |
| Quellen: |                      |                                                      |                                                      |

Die Bahnstrecke Libochovice–Vraňany ist eine regionale Eisenbahnverbindung in Tschechien, die ursprünglich durch die Lokalbahn Libochowitz–Jenschowitz (tschech.: Místní dráha Libochovice–Jenšovice) als staatlich garantierte Lokalbahn erbaut wurde. Sie verläuft in Mittelböhmen von Libochovice über Mšené-lázně nach Vraňany.
Nach einem Erlass der tschechischen Regierung ist die Strecke seit dem 20. Dezember 1995 als regionale Bahn („regionální dráha“) klassifiziert.

## Geschichte
Am 5. Dezember 1907 wurde die Konzession zum Baue und Betriebe einer als normalspurige Lokalbahn auszuführenden Lokomotiveisenbahn von der Station Libochowitz der Lokalbahn Laun–Libochowitz über Mscheno, Ctiňowes und Kostomlat bis zur Station Jenschowitz der priv. österreichisch-ungarischen Staatseisenbahn-Gesellschaft erteilt. Am 13. Oktober 1907 wurde die Strecke eröffnet. Den Betrieb führten die k.k. österreichischen Staatsbahnen (kkStB) für Rechnung der Lokalbahn Libochowitz–Jenschowitz aus.

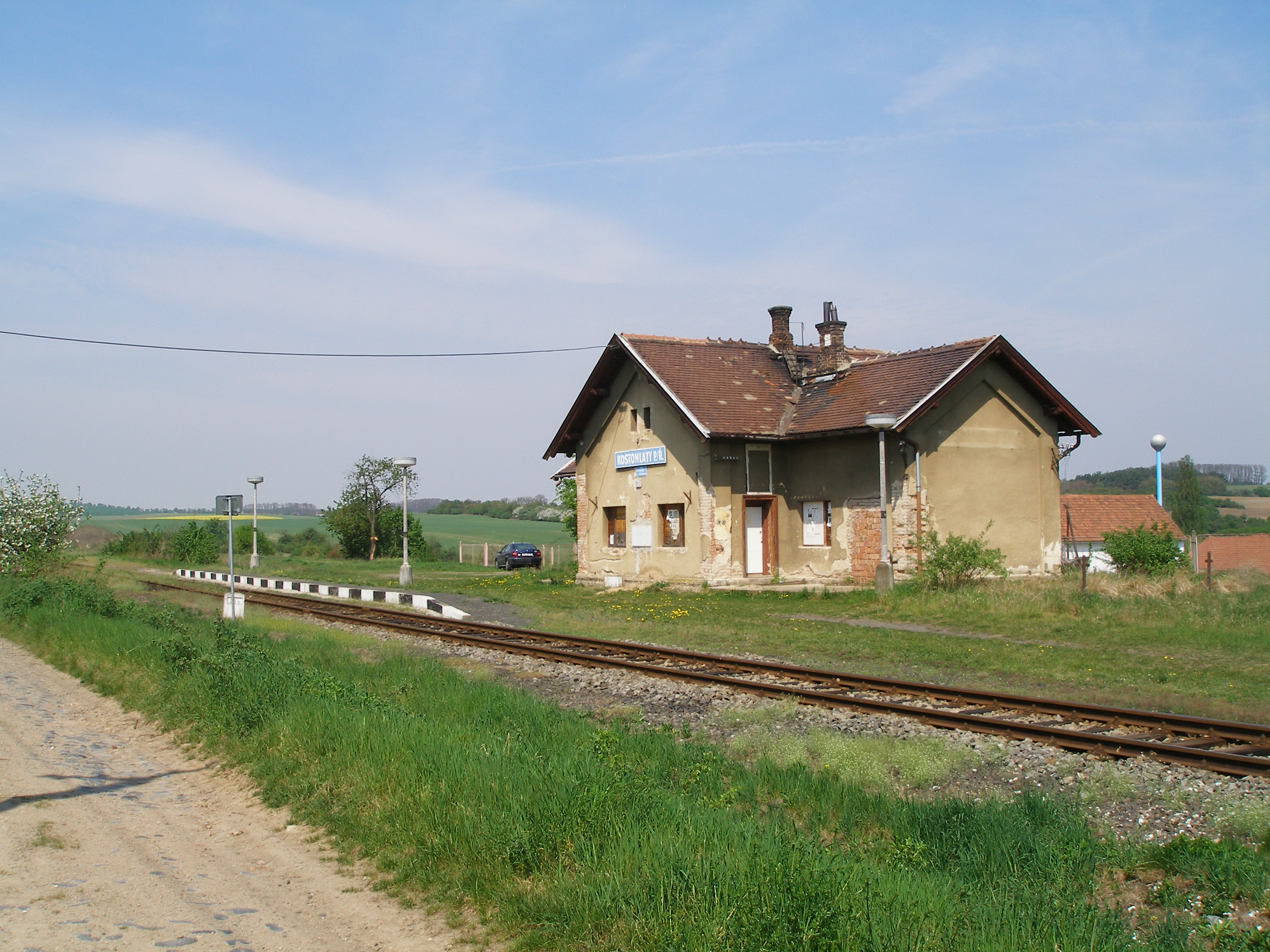
Haltestelle Kostomlaty pod Řípem (2012)

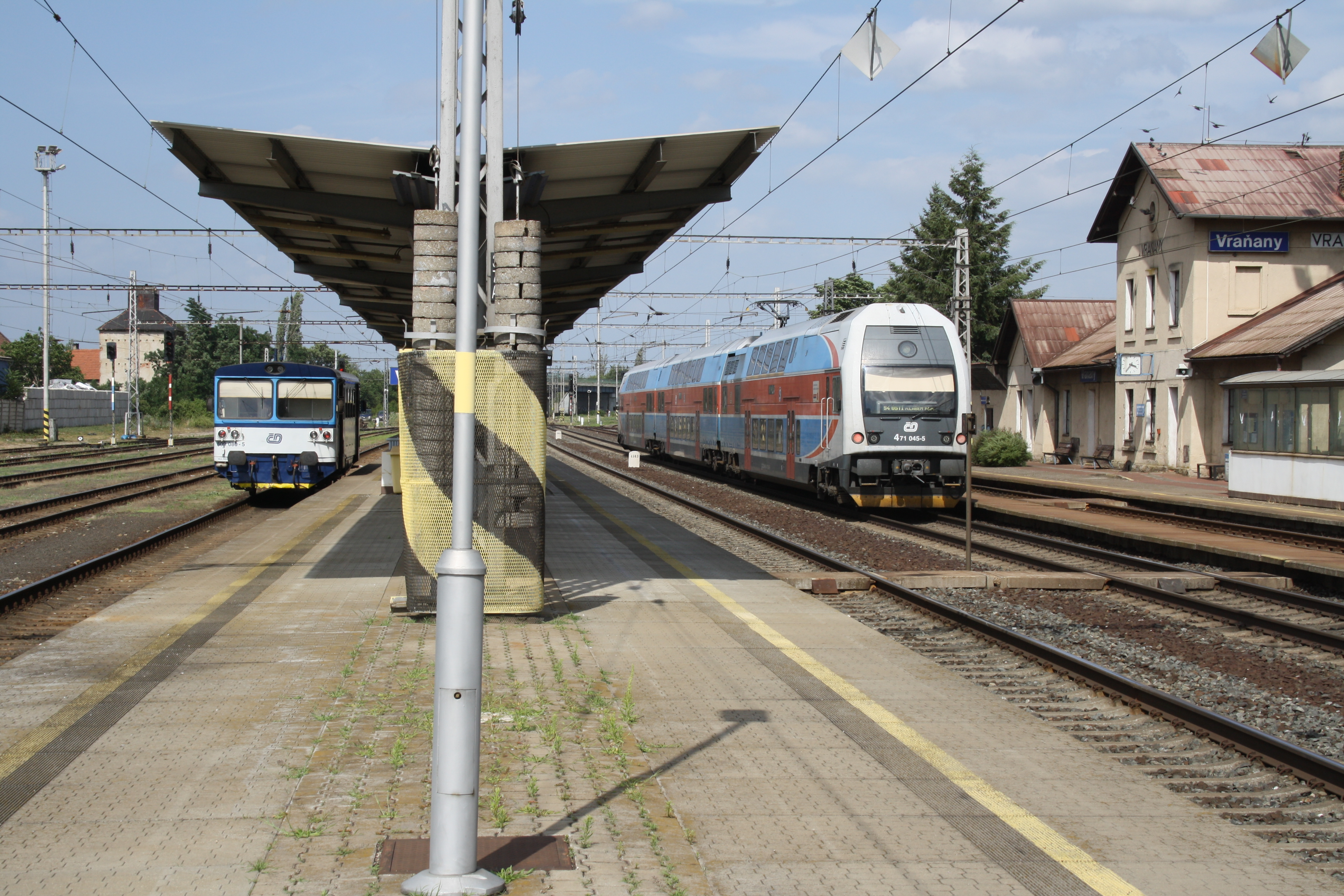
Bahnhof Vraňany – links ein Triebwagen nach Libochovice, rechts ein Zug der Relation Prag–Děčín

Im Jahr 1912 wies der Fahrplan der Lokalbahn drei gemischte Zugpaare 2. und 3. Klasse aus, die von und nach Laun (Louny) durchgebunden waren. Sie benötigten für die 42 Kilometer lange Strecke deutlich mehr als zwei Stunden. Weitere Züge verkehrten zwischen Libochowitz und Bad Mscheno.
Nach dem Ersten Weltkrieg übernahmen die neu gegründeten Tschechoslowakischen Staatsbahnen (ČSD) die Betriebsführung von den kkStB. Am 1. Januar 1925 wurde die Lokalbahn Libochowitz–Jenschowitz per Gesetz verstaatlicht und die Strecke wurde ins Netz der ČSD integriert.
Ab 1931 kamen auf der Strecke Motorzüge zum Einsatz, welche eine deutliche Erhöhung der Reisegeschwindigkeiten im Personenverkehr ermöglichten. Der Winterfahrplan von 1937/38 verzeichnete insgesamt vier durchgehende Zugpaare in der Relation Libochovice–Vranany. Weitere Züge verkehrten zwischen Libochovice und Roudnice nad Labem.
Im Zweiten Weltkrieg lag die Strecke zur Gänze im Protektorat Böhmen und Mähren. Betreiber waren jetzt die Protektoratsbahnen Böhmen und Mähren (ČMD-BMB). Am 9. Mai 1945 kam die Strecke wieder vollständig zu den ČSD.
Zwischen dem 1. Juni 1985 und dem 1. Juli 1987 war der Verkehr zwischen Libochovice und Straškov wegen der Erneuerung von Gleisen und Anlagen komplett eingestellt.
Am 1. Januar 1993 ging die Strecke im Zuge der Auflösung der Tschechoslowakei an die neu gegründeten České dráhy (ČD) über.
Zum Fahrplanwechsel am 10. Dezember 2006 wurde der Reisezugverkehr durch den verantwortlichen Ústecký kraj auf dem Abschnitt Libochovice–Straškov abbestellt. Seitdem fand Reisezugverkehr nur noch zwischen Straškov und Vraňany statt. Der Fahrplan 2008 verzeichnete zwischen Straškov und Vraňany zehn Reisezugpaare an Werktagen, die in einem angenäherten Zweistundentakt verkehrten. Der Haltepunkt Račiněves wird seit 9. Dezember 2007 von Personenzügen der Relation Roudnice–Straškov–Račiněves bedient.
Im Oktober 2010 gab das tschechische Verkehrsministerium die beabsichtigte Stilllegung der Strecke zwischen Libochovice und Račiněves im Dezember 2010 bekannt, die nicht umgesetzt wurde.
Ab dem Fahrplan 2016 ist die Strecke als saisonale touristische Linie T5 „Podřipský motoráček“ (Libochovice–Roudnice nad Labem) in den Regiotakt Ústecký kraj integriert. Planmäßige Reisezüge mit Halt auf allen Unterwegsstationen verkehren vom 25. März bis 30. Oktober an den Wochenenden. Beauftragtes Eisenbahnverkehrsunternehmen ist KŽC Doprava, dass für diese Leistungen einen Triebwagen der Baureihe 831 einsetzt.

## Fahrzeugeinsatz

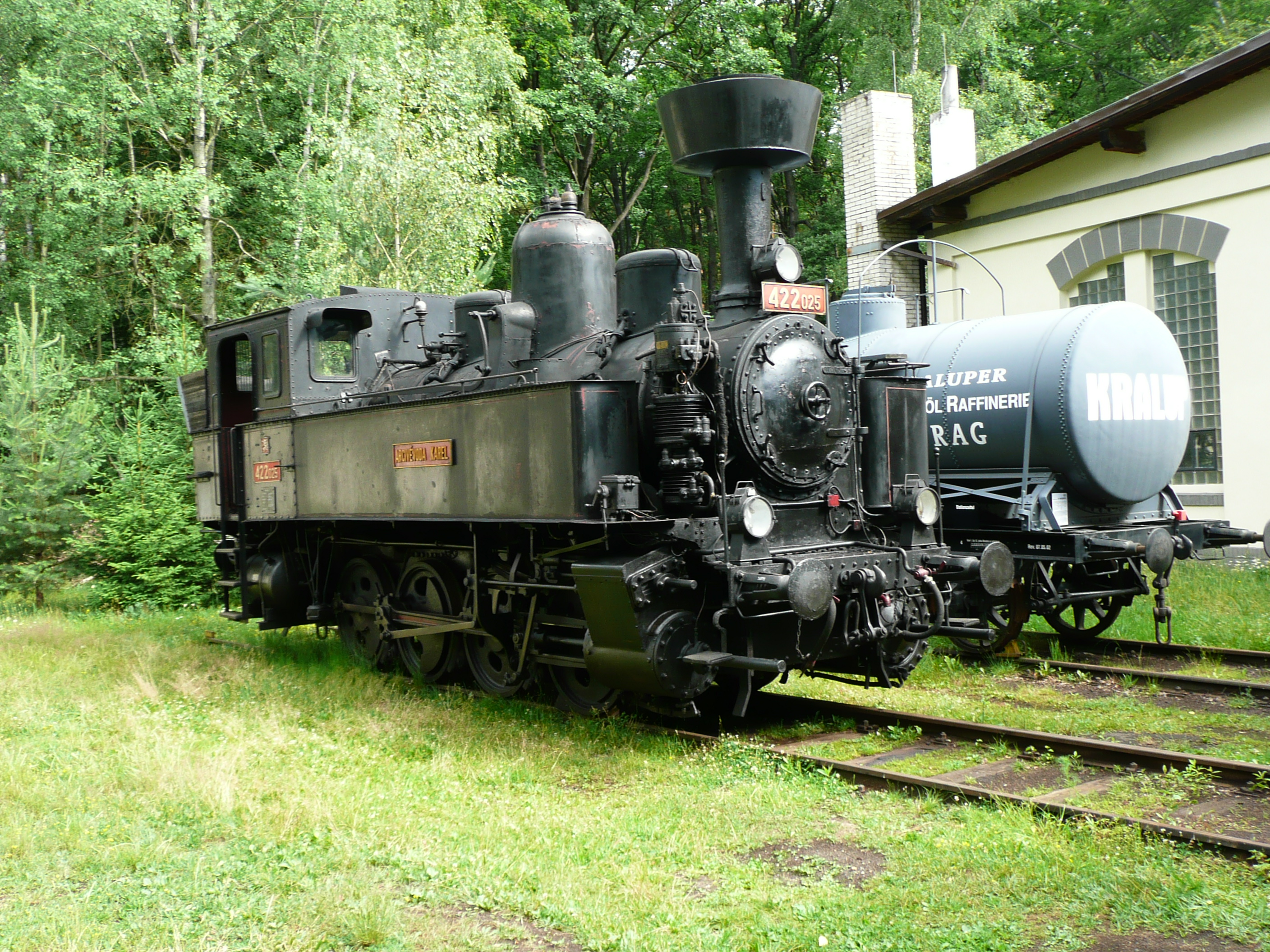
Die 422.025 „ARCHIVEVODA KAREL“ im Eisenbahnmuseum Lužná u Rakovníka

Auf Rechnung der Lokalbahn Libochowitz–Jenschowitz beschafften die kkStB zwei Lokomotiven der Reihe 178. Die Lokomotiven besaßen die Betriebsnummern 178.49–50. Die Lokomotive 422.025 (ex 178.49 „ARCHIVEVODA KAREL“) blieb erhalten und gehört heute als betriebsfähige Museumslokomotive zum Bestand des Technischen Nationalmuseums Prag.
Heute kommen im Reisezugverkehr ausschließlich die ab Ende der 70er Jahre in Dienst gestellten Triebwagen der Baureihe 810 (ČSD-Baureihe M 152.0) zum Einsatz.